# مؤسسه مبادلات آکادمیک آلمان

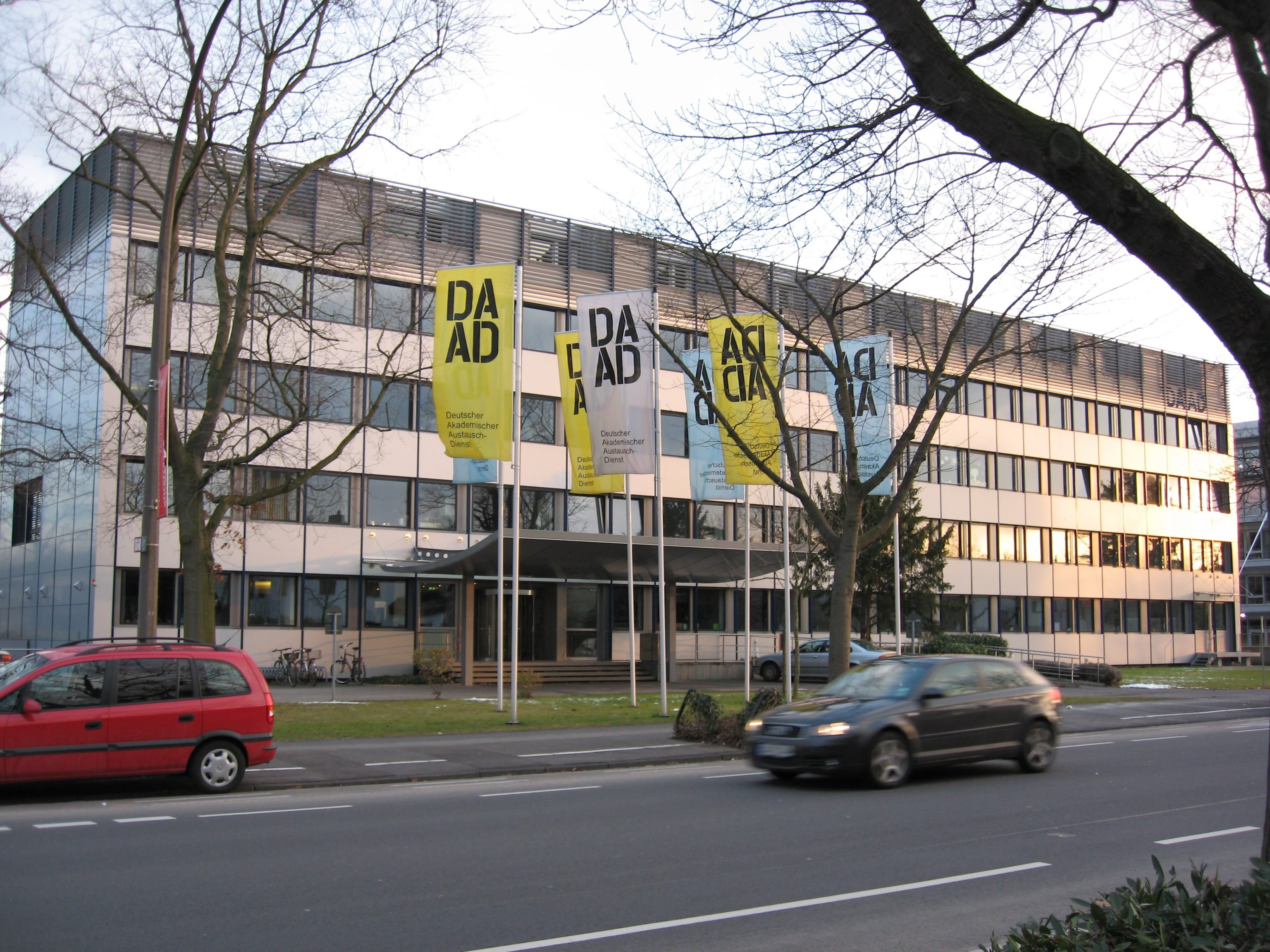
ساختمان مرکزی مؤسسه تبادلات آکادمیک آلمان در بن

مؤسسه تبادلات آکادمیک آلمان (دآآد) (به آلمانی Deutscher Akademischer Austauschdienst یا DAAD) بزرگترین سازمان حمایتی آلمان در حوزه همکاری‌های دانشگاهی بین‌المللی است.
DAAD یک سازمان غیرانتفاعی است و از وزارتخانه‌های دولتی مستقل است ولی به وسیله این وزارتخانه‌ها تأمین مالی می‌شود. وظیفه اصلی DAAD ارائه اطلاعات از قبیل معرفی مراکز علمی، دانشگاه‌ها، استادان، روش‌های برقراری ارتباط با نهادهای علمی آلمان و به‌طور کلی ارائه مشاوره به دانشجویان، استادان و پژوهشگران خارجی است.

## تاریخچه
مؤسسه تبادلات آکادمیک آلمان در سال‌های میان دو جنگ جهانی اول و جنگ جهانی دوم با هدف ارائه تسهیلاتی برای ادامه تحصیل دانشجویان آلمانی در آمریکا تأسیس شد و امروزه DAAD نه به عنوان یک نهاد تولیدکننده علم، بلکه بیشتر به عنوان یک نهاد تسهیل‌گر با هدف ایجاد شرایط برای مبادلات علمی در سطح بین‌المللی به فعالیت‌های خود ادامه می‌دهد.

## تامین مالی
بودجه دآآد عمدتاً از منابع عمومی و همچنین حمایت‌های اشخاص و سازمانهای خصوصی تأمین می‌شود.
منابع تأمین بودجه دآآد در سال 2016:
- وزارت امور خارجه 186.7 میلیون یورو
- وزارت آموزش و پژوهش 126.9 میلیون یورو
- وزارت همکاری های اقتصادی و توسعه 50.7 میلیون یورو
- اتحادیه اروپا 102 میلیون یورو
- بقیه 34 میلیون یورو

بودجه کل در سال 2016، 500.3 میلیون یورو 